# Płotno (przystanek kolejowy)
Płotno – nieczynny przystanek osobowy w Płotnie, w województwie zachodniopomorskim, w powiecie choszczeńskim, w gminie Pełczyce.